# Споменик куги „Кипови”
Споменик куги „Кипови” се налази на путу Рума—Ириг, подигнут је 1797. године на месту где је била организована стража за спречавање ширења куге. Споменик представља непокретно културно добро као знаменито место.
Епидемије куге које су током историје више пута погађале Европу нису заобишле ни територију Срема. Једна од најпогубнијих зараза је на овом подручју харала 1795/1796. године, а како је највише страдао Ириг и његова околина, често се назива и „иришка куга”, када је преминуло 53% популације места. Болест се прво појавила у Београду, а одатле ју је заплашени народ бежећи пренео у фрушкогорска села. Да би се спречило даље ширење болести аустријске власти су забраниле напуштање заражених области, око њих су били ископани шанци и постављане страже (санитарни кордон).
Након престанка епидемије у знак захвалности Богу што их је поштедео страшне пошасти, грађани Руме су 1797. године подигли споменик. Обележје се састоји из два дела, мањег и већег, који су постављени на странама пута. Већи део је богато декорисан, на врху је постављено Распеће, а испод њега фигуре за које се сматра да представљају Светог Рока и Себастијана, који се у римокатоличкој цркви поштују као заштитници здравља.
Споменик је током протеклих векова више пута обнављан, а последњи пут му је стари сјај враћен 2011. године кад су по условима Завода за заштиту споменика културе Сремска Митровица, извршени конзерваторско-рестаураторски радови и постављена модерна расвета.